# Gare de Willebroeck
La gare de Willebroeck (en néerlandais : Station Willebroek) est une gare ferroviaire belge de la ligne 54, de  Malines (Y Heike) à Saint-Nicolas. Elle est située sur le territoire de la commune de Willebroeck  dans la province d'Anvers.
Elle est mise en service en 1870, depuis la fermeture du guichet en 2015, c'est une simple halte.

## Situation ferroviaire
La gare de Willebroeck est située au point kilométrique PK 8,3 de la ligne 54, de  Malines (Y Heike) à Saint-Nicolas, entre les gares ouvertes de Malines et de Puers.
Ancienne gare de bifurcation, elle était également située au PK 18,5 de la ligne 61, de Kontich à Alost (nl) (fermée et déposée).

## Historique

### Histoire
La gare de Willebroeck est mise en service le 28 juillet 1870 par la Société Anonyme du Chemin de Fer International de Malines à Terneuzen, lorsqu'elle ouvre à l'exploitation la section de Malines (Y Heike) à Bornem.
Le 8 août 1881, elle devient une gare de bifurcation avec la mise en service, par l'État belge, de la section de Boom à Londerzeel, via Willebroeck de la ligne 61, de Kontich à Alost (nl).
La connexion à Boom est renommée par la suite en tant que ligne 52/2. Cette ligne a été déselectrifiée et partiellement démantelée.
Dans les années 2010, les quais sont rehaussés et un important tunnel sous voies est creusé près du bâtiment de la gare. À cette occasion, la voie 3 a été supprimée et démontée.

gare de Willebroeck
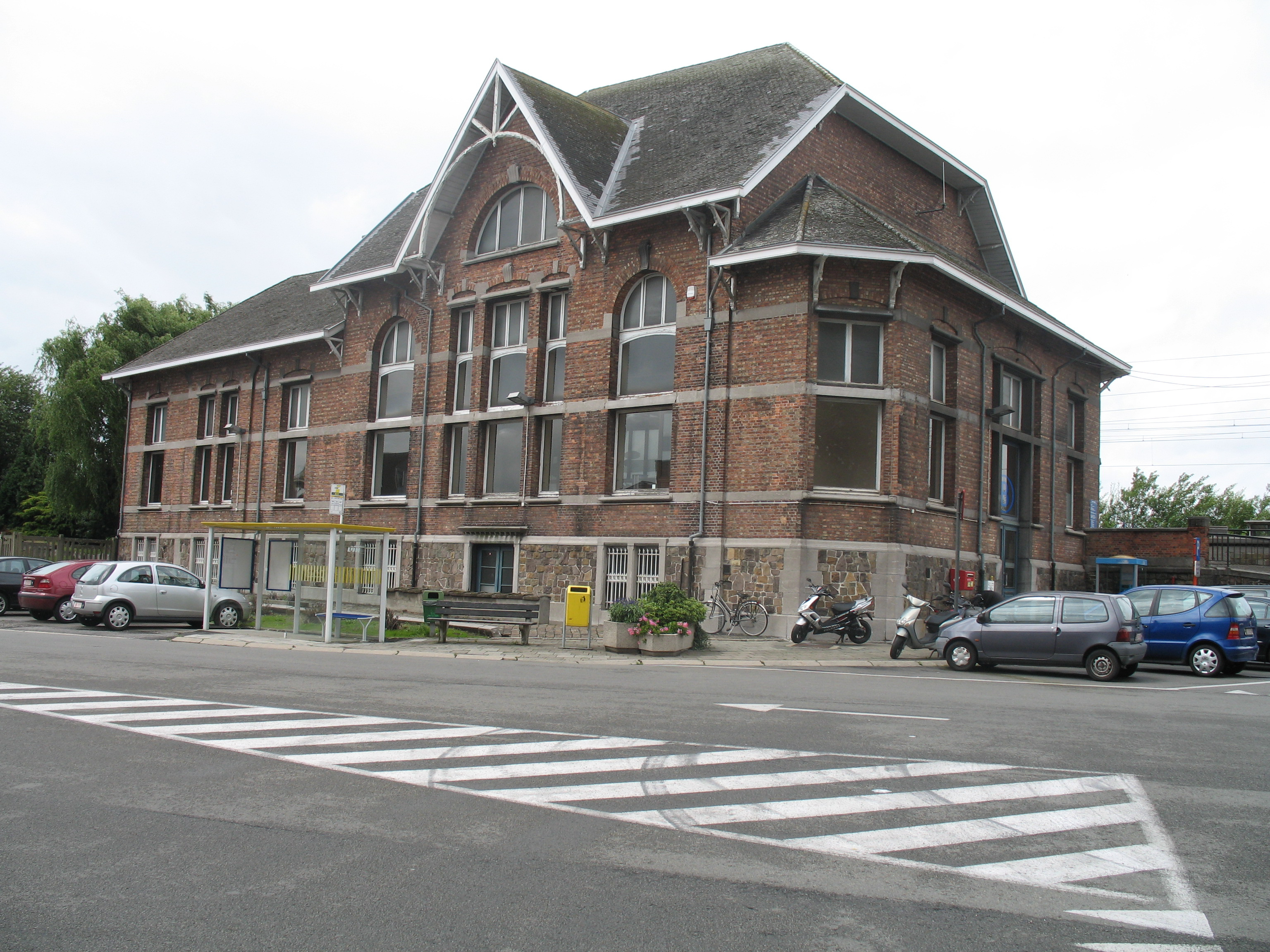
Bâtiment (2007)
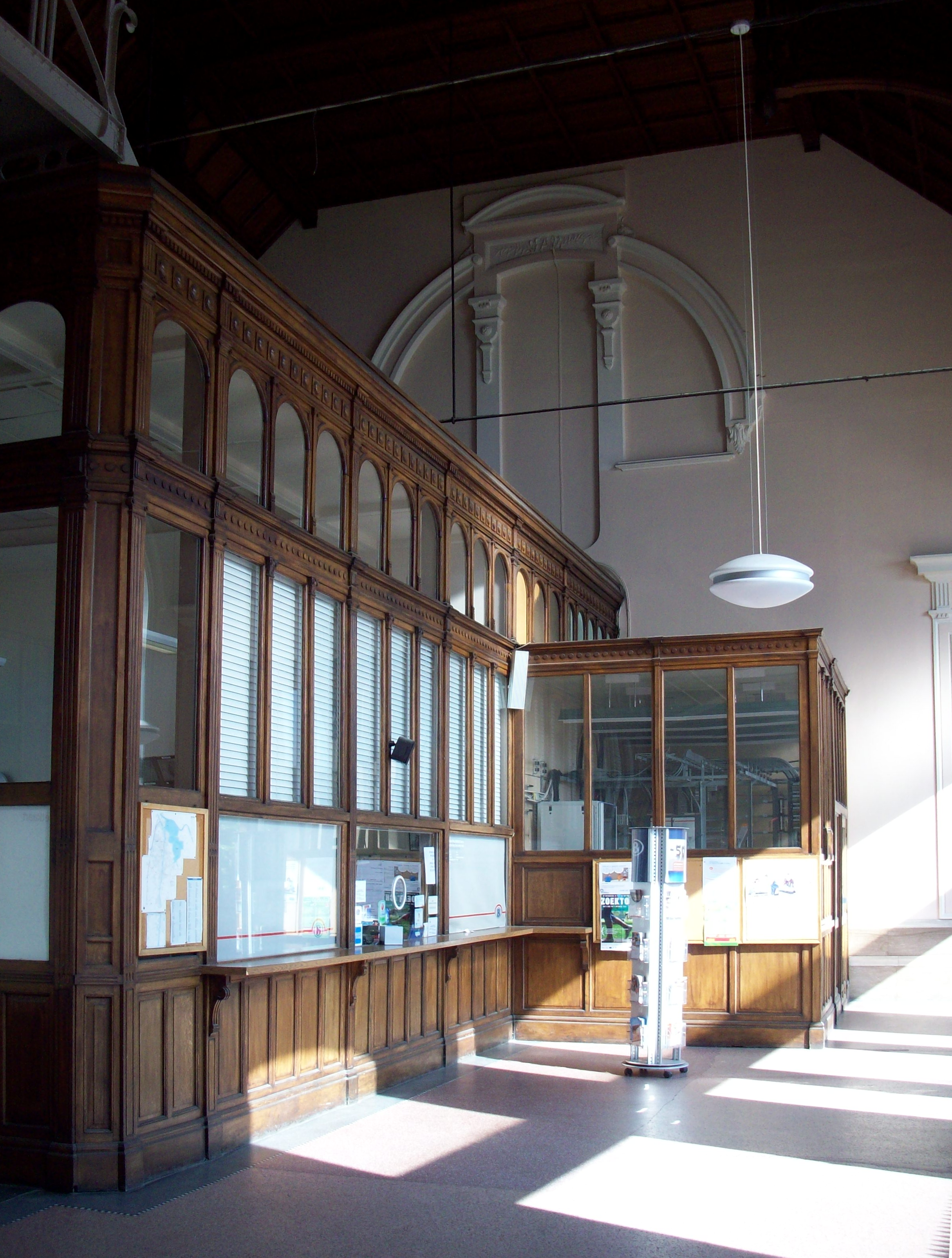
Guichets (2010)
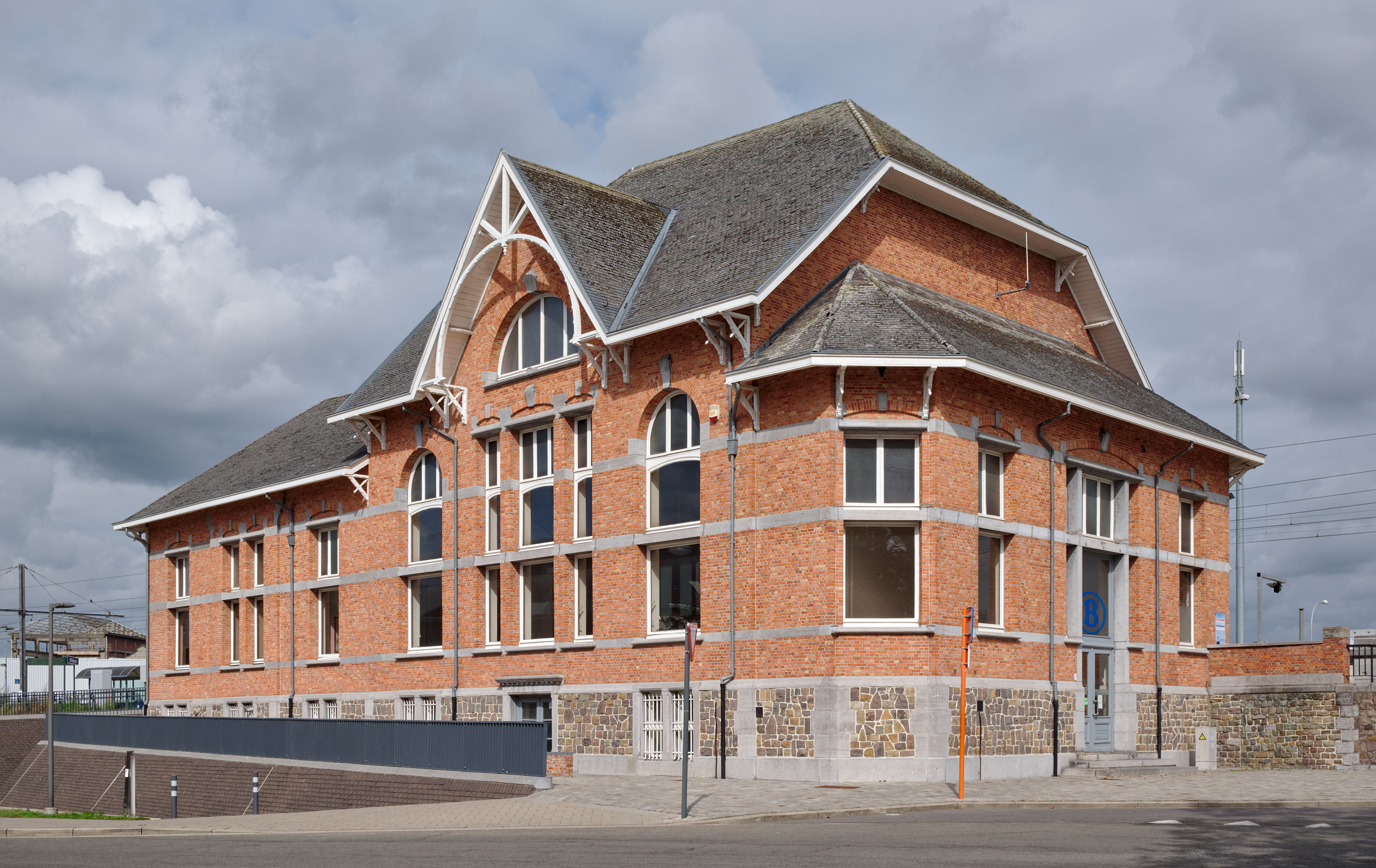
Après la rénovation (2018).

Les guichets de la gare ferment le 1er juillet 2015. Depuis, le service des voyageurs est assuré avec le statut d'une simple halte.

## Service des voyageurs

### Accueil
Halte SNCB, c'est un point d'arrêt non gardé (PANG) à accès libre.

### Desserte
Willebroeck est desservie par des trains Omnibus (L) et d'heure de pointe (P) de la SNCB, circulant sur les lignes commerciales 52 et 54 (voir brochures SNCB).
En semaine, toutes les heures, des trains L de Saint-Nicolas à Louvain via Malines s'arrêtent à Willebroeck. Aux heures de pointe, plusieurs trains supplémentaires (P) complètent la desserte de la ligne : le matin, un train aller-retour Saint-Nicolas - Malines et un train Saint-Nicolas - Louvain ; l'après-midi, un train Saint-Nicolas - Malines, deux Malines - Saint-Nicolas et un Saint-Nicolas - Louvain. Les week-ends et fériés, la desserte est limitée aux trains L Saint-Nicolas - Malines, circulant chaque heure.

## Comptage voyageurs
Ce graphique et tableau montre le nombre de voyageurs embarquant en moyenne durant la semaine, le samedi et le dimanche.
| Nombre de passagers qui embarquent à la gare de Willebroek | Nombre de passagers qui embarquent à la gare de Willebroek | Nombre de passagers qui embarquent à la gare de Willebroek | Nombre de passagers qui embarquent à la gare de Willebroek |
|                                                            | Semaine                                                    | Samedi                                                     | Dimanche                                                   |
| ---------------------------------------------------------- | ---------------------------------------------------------- | ---------------------------------------------------------- | ---------------------------------------------------------- |
| 1977                                                       | 359                                                        | 52                                                         | 35                                                         |
| 1978                                                       | 356                                                        | 39                                                         | 40                                                         |
| 1979                                                       | 362                                                        | 49                                                         | 55                                                         |
| 1980                                                       | 421                                                        | 46                                                         | 60                                                         |
| 1981                                                       | 483                                                        | 61                                                         | 68                                                         |
| 1982                                                       | 396                                                        | 43                                                         | 50                                                         |
| 1983                                                       | 359                                                        | 64                                                         | 80                                                         |
| 1984                                                       | 386                                                        | 47                                                         | 48                                                         |
| 1985                                                       | 383                                                        | 88                                                         | 84                                                         |
| 1986                                                       | 339                                                        | 93                                                         | 92                                                         |
| 1987                                                       | 331                                                        | 80                                                         | 100                                                        |
| 1988                                                       | 358                                                        | 86                                                         | 119                                                        |
| 1989                                                       | 348                                                        | 98                                                         | 127                                                        |
| 1990                                                       | 369                                                        | 133                                                        | 151                                                        |
| 1991                                                       | 387                                                        | 132                                                        | 159                                                        |
| 1992                                                       | 406                                                        | 141                                                        | 132                                                        |
| 1993                                                       | 383                                                        | 154                                                        | 124                                                        |
| 1994                                                       | 469                                                        | 136                                                        | 162                                                        |
| 1995                                                       | 441                                                        | 139                                                        | 160                                                        |
| 1996                                                       | 499                                                        | 156                                                        | 165                                                        |
| 1997                                                       | 461                                                        | 157                                                        | 174                                                        |
| 1998                                                       | 457                                                        | 164                                                        | 158                                                        |
| 1999                                                       | 403                                                        | 180                                                        | 146                                                        |
| 2000                                                       | 509                                                        | 224                                                        | 201                                                        |
| 2001                                                       | 636                                                        | 168                                                        | 159                                                        |
| 2002                                                       | 484                                                        | 206                                                        | 220                                                        |
| 2003                                                       | 447                                                        | 186                                                        | 165                                                        |
| 2004                                                       | 522                                                        | 210                                                        | 134                                                        |
| 2005                                                       | 670                                                        | 234                                                        | 189                                                        |
| 2006                                                       | 594                                                        | 238                                                        | 182                                                        |
| 2007                                                       | 688                                                        | 222                                                        | 267                                                        |
| 2008                                                       | -                                                          | -                                                          | -                                                          |
| 2009                                                       | 587                                                        | 157                                                        | 159                                                        |
| 2010                                                       | -                                                          | -                                                          | -                                                          |
| 2011                                                       | -                                                          | -                                                          | -                                                          |
| 2012                                                       | 654                                                        | 230                                                        | 182                                                        |
| 2013                                                       | 516                                                        | 186                                                        | 168                                                        |
| 2014                                                       | 596                                                        | 169                                                        | 222                                                        |
| 2015                                                       | 514                                                        | 136                                                        | 138                                                        |
| 2016                                                       | 624                                                        | 175                                                        | 216                                                        |
| 2017                                                       | 515                                                        | 227                                                        | 165                                                        |
| 2018                                                       | 612                                                        | 178                                                        | 206                                                        |
| 2019                                                       | 608                                                        | 230                                                        | 212                                                        |
| 2020                                                       | 372                                                        | 181                                                        | 207                                                        |
| 2021                                                       | -                                                          | -                                                          | -                                                          |
| 2022                                                       | 632                                                        | 280                                                        | 299                                                        |
| 2023                                                       | 526                                                        | 387                                                        | 328                                                        |
| 2024                                                       | 618                                                        | 205                                                        | 251                                                        |

## Patrimoine ferroviaire
Le bâtiment des recettes de la gare de Willebroeck est en bon état et a conservé son intérieur d'origine. Ce bâtiment, un des rares gares de style art nouveau érigées en Belgique a été construit au début du XXe siècle afin de remplacer le bâtiment d'origine, implanté dans l'angle des lignes 54 et 61. Il possédait à l'origine une tour, qui a disparu lors d'une rénovation ultérieure.
Le bâtiment d'origine, de style plus austère, correspondait au plan types des grandes gares du Chemin de fer Malines-Terneuzen. Tous les bâtiments de ce type ont été démolis ; seules subsistent les gares de Bornem et Puurs, plus d'un second type, plus petit.